# Apify
Apify je český technologický startup se sídlem v Praze. Zabývá se extrakcí dat z webových stránek, automatizací internetových procesů a zpracováním dat pomocí umělé inteligence.
Apify provozuje stejnojmennou serverless cloud computing platformu fungující nad kontejnerizačním systémem Docker. Platforma umožňuje vývojářům sdílet svůj software s koncovými uživateli formou modulárních jednotek nazývaných Actors. V roce 2021 byl spuštěn program Apify Paid Actors, umožňující vývojářům přístup ke svým vybraným Actors individuálně zpoplatnit.
Od roku 2016 Apify vyvíjí Crawlee (do roku 2022 nazývané Apify SDK), otevřenou Node.js a Python knihovnu pro extrakci dat z webu a automatizaci procesů ve webových prohlížečích. Zdrojový kód této knihovny je k dispozici ve službě GitHub.
V roce 2019 společnost spustila službu Apify Freelancers, internetový portál pro zadávání a plnění drobných IT zakázek.
Od roku 2022 se společnost zaměřuje také na vývoj datového software pro velké jazykové modely.

## Historie
V roce 2015 se zakladatelé společnosti s prototypem svého projektu Apifier zúčastnili prvního ročníku programu Y Combinator Fellowship. 
Samotná společnost byla založena 15. února 2016 pod názvem Apifier s.r.o.. Aktuální zkrácený název Apify společnost používá od října roku 2017.
V roce 2022 společnost tvořilo přibližně 80 zaměstnanců.

## Služby
Společnost se zaměřuje na automatizaci webových procesů a služby v oblasti extrakce a analýzy webových dat. V roce 2019 společnost podle odhadů zpracovávala přibližně 1 miliardu webových stránek měsíčně. V roce 2025 to byly již 4 miliardy webových stránek měsíčně.
Cloudová platforma Apify registrovala v červnu 2022 přibližně 230 000 uživatelských účtů. 
V roce 2025 se na platformě Apify nacházelo více než 3000 veřejných Actors pro automatizaci a extrakci dat z různých webových služeb.

## Ocenění
V roce 2023 získala společnost Apify zvláštní uznání CE Tech Rocketship, které uděluje konzultantská společnost Deloitte ve spolupráci s Google Cloud.. V témže roce se Apify umístilo jako 187. nejrychleji rostoucí evropská firma v žebříčku Financial Times.
Na začátku roku 2025 byl Jan Čurn, spoluzakladatel a CEO společnosti Apify, vyhlášen vítězem 25. ročníku soutěže EY Podnikatel roku hlavního města Prahy.

## Neziskové projekty
Společnost Apify pravidelně poskytuje své služby neziskovým organizacím. V České republice Apify spolupracuje s neziskovými projekty Hlídač Shopů, Hlídač Státu a iniciativou COVID19CZ. V roce 2020 spustila společnost vlastní projekt Realitní pes, který se zaměřuje na trh s nemovitostmi v Česku.
Společnost také zajišťuje data o obchodu s lidmi pro mezinárodní neziskovou organizaci Thorn. Podobné služby nabízí Apify také egyptské iniciativě Atfal Mafkouda, která se zaměřuje na hledání ztracených dětí v Egyptě. Podle výročních zpráv vypátrala organizace Thorn od roku 2018 na 15 tisíc pohřešovaných dětí a nezletilých.